# تدخین
تدخین(به انگلیسی: Fumigation)روشی برای کنترل آفات است. در این روش، فضایی که در آن آفت باید ازبین رود، به‌طور کامل پر از آفت کش‌های گازی می‌شود.
تدخین برای کنترل آفات در خاک، دانه‌های غلات، در فرآوری محصولات صادرات و واردات برای جلوگیری از حمله آفاتی است که درون موادی مانند چوب زندگی می‌کنند مثل موریانه چوب خشک و سوسک چوب خوار است.

## روند تدخین
تدخین به‌طور کلی شامل مراحل زیر است: اول منطقه در نظر گرفته شده و تحت پوشش مهر و موم شده. سپس سم تدخینی در فضا آزاد می‌شود. در مرحلهٔ بعد مدتی باید بگذرد تا سم روی مهاجم‌ها اثر کند و کشته‌شوند. مرحله بعدی تهویه برای راندن گازهای سمی است تا ورود انسان به آن محل ایمن باشد. اگر تدخین موفقیت‌آمیز باشد، آفتی وجود نخواهد داشت.

## چادر تدخین
روش تدخین ساختمان به ساختمان فرق می‌کند. معمولاً با چادرهایی از جنس پلاستیک یا پی.وی. سی کل محل ساختمان را پوشش می‌دهند. در تمام مدت انتشار گاز به دلیل بسته بودن محل، غلظت ماده سمی بیشتر اثرگذار است و از سوی دیگر مانع انتشار گاز به همسایگان می‌شود. این روند ممکن است تا یک هفته ادامه یابد. مدت زمان آن بستگی به دما و نوع آفت دارد.

## مواد شیمیایی
متیل بروماید در میان سموم تدخینی به‌طور گسترده‌ای استفاده می‌شد تا زمانی که تولید آن توسط پروتکل مونترال محدود شد. این سم در تخریب لایهٔ اوزون نقش دارد.
سموم تدخینی که بیشتر مورد استفاده قرارمی‌گیرد شامل:
- ۱٬۳-دی‌کلروپروپیلن
- dazomet (متیل ایزو تیوسیانات)
- کلروپیکرین
- ۱٬۲-دی‌برومو-۳-کلروپروپان (ممنوع در سراسر جهان)
- فرمالدهید
- هیدروژن سیانید
- یدوفرم
- متیل ایزوسیانات
- فسفین
- سولفوریل فلورید

می‌باشند.

## ایمنی
تدخین یک عمل مخاطره‌آمیز است که معمولاً باید با اجازه قانونی صورت بگیرد. عملیات تدخین باید با مجوز رسمی مقامات انجام شود. زیرا هنگام تدخین، از مواد شیمیایی‌ای استفاده می‌شود که برای اکثریت اشکال زندگی
از جمله انسان سمی است. پس از تدخین، تهویه منطقه به لحاظ ایمنی از اهمیت حیاتی برخوردار است. زیرا فضای منطقه هنوز دارای گاز سمی است مگر اینکه تهویه شود.